# Зроби Різдво блакитним
Зроби Різдво блакитним (англ. Make the Yuletide Gay) — повнометражний американський фільм режисера Роба Вільямса.

## Сюжет
Олаф «Gunn» Ганнандерсон, популярний студент коледжу та відкритий гей, повертаючись додому на канікули, боїться сказати батькам про свою орієнтацію. Адже це консервативний середній захід. Він терпляче зносить спроби батьків звести його зі своєю колишньою шкільною подружкою, Еббі. Але коли його бойфренд, Нейтан, раптово виявляється на його порозі, Олаф змушений продовжувати шараду, щоб не розкрити таємницю. Але тиск продовжується з усіх боків. Чи наважиться він відкрити правду, перш ніж вона сама випливе назовні?

## У ролях
- Кіт Джордан — Олаф «Gunn» Ганнандерсон
- Адамо Руджеро — Нейтан Стенфорд
- Холлі Херш — Еббі Манкузо
- Келлі Кітон — Аня Ганнандерсон
- Дерек Лонг — Свен Ганнандерсон
- Елісон Арнгрім — Хізер Манкузо
- Йен Бьюкенен — Пітер Стенфорд
- Гейтс МакФедден — Марта Стенфорд
- Стів Каллахан — професор Даніель Ван Девере
- Віатт Феннер — Томас

## Прем'єра
Прем'єра фільму відбулася 17 травня 2009 року на кінофестивалі ЛГБТ-фільмів у Торонто. В США фільм вийшов на широкий екран 29 травня 2009 року.